# Одубаджо, Мозес
Мозес Адешина Аюла Джуниор Одубаджо (англ. Moses Adeshina Ayoola Junior Odubajo; род. 28 июля 1993, Гринвич, Большой Лондон) — английский футболист, защитник клуба АЕК (Афины).

## Карьера
Мозес родился в Гринвиче, Лондон. Одубаджо начал свою карьеру в возрасте 14 лет с местной командой «Миллуолл», пройдя в клубе просмотр, но покинул футбол после смерти своей матери. Он вернулся в «Миллуолл» после некоторого перерыва, но не смог выиграть стипендию. Одубаджо был рекомендован «Лейтон Ориент» и отправился на просмотр, играя в молодёжных командных матчах. Ему предложили стипендию по настоянию тренера молодёжной команды Уэйна Бернетта, хотя позже менеджер изменил свое решение и отклонил свое предложение.
7 августа 2015 года Одубаджо перешёл в «Халл Сити» за 3,5 млн фунтов и заключил с клубом контракт на три года. Он сразу же стал основным игроком команды Стива Брюса и в сезоне 2015/2016 помог ей выиграть плей-офф Чемпионшипа и получить право на выступление в Премьер-лиге. Перед началом сезона 2016/2017 Мозес получил тяжёлую травму связок колена, затем дважды у него случался рецидив травмы, из-за чего игрок пропустил полностью два сезона и только в марте 2018 года смог приступить к тренировкам с первой командой. В июне 2018 года Одубаджо отказался от предложенного «Халлом» продления контракта и покинул клуб как свободный агент.
7 августа 2018 года Одубаджо вернулся в «Брентфорд», с которым заключил контракт на год с возможностью продления ещё на сезон.
11 июля 2019 года в качестве свободного агента присоединился к «Шеффилд Уэнсдей». Он подвергся шквалу оскорблений в сети в декабре 2020 года, когда дал пять игроку «Ноттингем Форест», Льюису Граббану, после того, как тот забил в ворота «Уэнсдей».
20 мая 2021 года было объявлено, что он покинет «Шеффилд Уэнсдей» в конце сезона после истечения срока контракта.
30 июля 2021 года Одубаджо подписал однолетний контракт с клубом «Куинз Парк Рейнджерс».